# Леонов Револьд Олександрович
Револьд Олександрович Леонов (рос. Револьд Александрович Леонов; нар. 7 січня 1925 — пом. 27 грудня 1994) — радянський хокеїст і тренер.

## Спортивна кар'єра
Народився 7 січня 1925 року в сім'ї військовослужбовця. З 1938 року почав займатися у секції хокею з м'ячем на стадіоні «Юних піонерів» у Москві. Учасник Великої Вітчизняної війни. Нагороджений орденами Червоної Зірки (1944) і Вітчизняної війни 2 ступеня (1945).
1946 року провів один матч за команду «Динамо» (Іваново) у другій за рангом лізі радянського футболу.
З осені 1946 року був у складі клубної команди московського «Динамо». У третьому чемпіонаті СРСР почав виступи за хокейний клуб. Був швидким і тактично грамотним захисником, активно підключався до атак. За столичних динамівців відіграв два сезони. У чемпіонаті провів 38 матчів і забив сім голів. Срібний призер чемпіонату СРСР 1950, бронзовий — 1949 року.
Влітку 1950 року отримав запрошення від клубу ВПС МВО. Команда Василя Сталіна, після авіакатастрофи під Свердловськом, створювалася майже заново. За три сезони «авіатори» зазнали лише двох поразок і здобули три чемпіонських титули. Револьд Леонов вніс вагомий внесок у ці перемоги; на його рахунку 52 проведених матчі й 12 закинутих шайб. У двох перших розіграшах кубку СРСР ВПС МВО брав участь у вирішальних матчах. Першого разу сенсаційно поступився «Крилам Рад». Наступного року сильнішою була команда Всеволода Боброва.
12 березня 1951 року виступав за збірну Москви проти команди Польщі. Фактично збірна СРСР перемогла поляків з рахунком 15:3. Револьд Леонов виступав у парі з «спартаківцем» Борисом Соколовим.
Після розформування ВПС провідні воротарі і нападники клубу перейшли до ЦБРА, а от висококваліфікованих захисників у армійській команді було вдосталь: Генріх Сидоренков, Микола Сологубов, Іван Трегубов, Дмитро Уколов і колишній партнер Леонова Олександр Виноградов складали основу збірної СРСР. Майбутній знаменитий тренер Віктор Тихонов продовжив кар'єру в «Динамо», а Револьд Леонов перейшов до команди «Крила Рад». За два сезони в профспілковій команді провів на льодовому майданчику лише 17 ігор і одного разу відзначився закинутою шайбою. Невелика кількість проведених матчів не завадила отримати дві медалі: срібну (1955) і бронзову (1954).
1955 було прийнято рішення відновити хокейну команду московського «Спартака», яка припинила існування два роки тому. Під керівництвом Анатолія Сегліна виступав два сезони. Гравець основного складу, із 58 лігових матчів брав участь у 51 поєдинку (три закинуті шайби).
У 1957 отримав запрошення від головного тренера «Хіміка» Миколи Епштейна. Цього ж року команда переїхала з Москви до Воскресенська. За клуб із Московської області виступав у двох чемпіонатах країни: провів на льодовому майданчику 45 ігор і забив у ворота суперників вісім шайб. Усього в елітній лізі радянського хокею провів 203 матчі та забив 31 гол.
Завершив виступи у сезоні 1959/60 за команду «Темп» із підмосковного міста Загорська.

## Тренерська діяльність
Відразу після завершення ігрової кар'єри почав працювати у тренерському штабі молодіжної команди московського «Локомотива» (1960—1964). Очолював ангарський «Єрмак» (1966—1971) і «Метеор» із Рибінська (1971—1975). З 1975 по 1978 рік працював інструктором з футболу і хокею на стадіоні «Зв'язківець» у Москві. У сезоні 1978/79 був головним тренером «Бурана» з Воронежа. З 1979 по 1986 — тренер клубу «Серп і Молот» (Москва). У сезоні 1991/92 займав посаду тренера-консультанта «Єрмака» (Ангарськ).

## Досягнення
- Чемпіон СРСР (3): 1951, 1952, 1953
- Срібний призер (2): 1950, 1955
- Бронзовий призер (2): 1949, 1954
- Володар кубка СРСР (1): 1952
- Фіналіст кубка СРСР (1): 1951